# 戸定梨香
戸定 梨香（とじょう りんか）は、Art Stone Entertainmentが運営するMCN『VASE』に所属する日本のバーチャルYouTuber。
千葉県ご当地アイドルVTuberとして活動し、同県松戸市に関するプロモーション等の活動を行っている。

## 概要

### 名前
戸定梨香という名前は、松戸市に所在する重要文化財である戸定邸と、松戸市が原産である二十世紀梨に由来している。髪も梨と同じ色である。

### 活動履歴

#### 2020年
2020年4月にVASEの第1期生として活動を開始し、YouTubeなどの動画投稿サイトで松戸市をはじめとした千葉県の魅力を発信するほか、ショート動画、歌やダンス、ゲームプレイなどの動画を投稿している。また、各施設で大型スクリーンを通じて住民と交流するなど地域に根差した活動も行っている。

#### 2021年
2021年2月以降、キャラクターの容姿を3Dモデルに変更した。
2021年7月16日、松戸警察署と松戸東警察署の交通安全啓発活動に協力し、千葉県警察広報県民課のYouTubeチャンネルを通じて「ちばサイクルール」に関する交通安全啓発動画を公開したが、同年9月9日の削除（後述）をもって事実上降板した状態となっている（なお削除された動画は同日以降、所属事務所VASEのYouTubeチャンネルにおいて再度公開された）。
2021年10月、松戸市内のバイク販売店が交通安全啓発活動への協力の一環として店頭に戸定梨香の等身大パネルを設置した。
2021年11月25日から、松戸市内を巡回するラッピングバスの運行を目標としたクラウドファンディング「松戸から全国へ！夢と名産品をお届けしたい！」が行われ、期限の12月31日までに総額12,081,502円が集まった。

#### 2022年
2022年4月29日、幕張メッセで開催された「ニコニコ超会議2022」の特設ステージ「VTuber Fes Japan2022 Day1」に出演した（茨ひより、春日部つくしと共演）。
2022年5月15日、松戸青年会議所が21世紀の森と広場で開催した「松戸の魅力フェス！！〜住み続けたい松戸〜」に出演。野外ステージに大型ディスプレイを設置し、トークや歌を披露した。
2022年8月27日、松戸南部市場で開催された「BeQL SDGsエコアクション2022」のトークショーに出演した。
2022年11月15日、松戸駅東口のバスロータリーに隣接するビルの壁面に広告看板の掲示を開始した。
2022年12月8-11日、松戸競輪場のGIII競走「開設72周年記念 燦燦ダイヤモンド滝澤正光杯」においてコラボイベントを開催した。

#### 2023年
2023年6月30日-2024年6月29日、クラウドファンディングによるラッピング広告を実施する車両を新京成電鉄新京成線（現・京成松戸線）の電車に変更のうえで8800形電車（8809編成）により運行した。新京成の6両1編成1年間の広告料は700万円とのこと。
2023年8月9-11日、松戸競輪場のFIIミッドナイト競輪に冠協賛し「戸定梨香杯」を開催した。
2023年8月26-29日、松戸競輪場のGIII競走「開設73周年記念 燦燦ダイヤモンド滝澤正光杯」においてコラボイベントを開催した。

#### 2024年
2024年2月24日、MetaMeのイベント「笑ってVとも！」に出演した。
2024年3月20日、MetaMeのイベント「笑ってVとも！」に二回目の出演。
2024年4月14日、自身のYouTubeチャンネルにおいて、松戸市民劇場で撮影したサスケとのコラボ楽曲「青いベンチ」を公開した（なおサスケの北清水雄太は本動画において「こういうコラボレーションは初めて」と発言しているほか、奥山裕次は収録当時「初のVTuberさんとのコラボ」とツイートしている）。
2024年5月29日から、MetaMeの番組「らいぶら」の水曜レギュラーとして出演中。
2024年9月13日、MetaMeのイベント「らいぶららいぶ うそつき天国ターボ」に出演。
2024年10月26日、南早紀とのコラボイベント「南のちば」に出演。このイベント内で楽曲「チバケンサンバ」が発表された。
2024年11月5日～11月30日、そらのうえショッピングモールより「47戸定府県ご当地館 応援大使 祝い酒」が発売。
2024年11月16日、松戸市で開催された「新酒フェスタwithコンテンツ体験＆ショー」に出演。
2024年11月23日、松戸市人口50万人到達を記念する「松戸市人口50万人到達メモリアル感謝祭」に参加し、ビデオ作品にも出演。
2024年12月15日、【コラボカフェ】VASE×フェネージュ×めいどりーみんに出演。
2024年12月29日、西川口で開催された「VASE music Festival」に参加。このイベントはクラウドファンディングを成功させて開催された。

#### 2025年
2025年2月14日、Live2Dの新たな新衣装を発表した。
2025年2月21日、MetaMeのイベント「らいぶららいぶ2」に参加予定。
2025年2月28日、そらのうえショッピングモール主催の「そらのうえミュージックステージ」に出演予定。

## 外見の変遷
初代モデル（2020年4月～2021年2月）【Live2D】
- キャラクターデザイン：あづま京
- 仕様：2D（Live2D）モデル
- 特徴：赤いリボンとセーラー服風のデザイン
- 髪型：サイドポニーの金髪ロングヘア

二代目モデル（2021年2月14日～）【3D化】
- 仕様：3Dモデル
- お披露目配信：【３Dお披露目】デビュー１０ヶ月記念は、３Dお披露目！みんな、本当にどうもありがとうなの♪
- 変更点：初代モデルのデザインを元に3D化
- ハッシュタグ：#戸定梨香3D

警察制服バージョン（2021年12月25～）
- 仕様：3Dモデル
- お披露目配信：【警察制服姿3D公開】計画から約1年後！いよいよ公開です！応援ありがとう！🐨🎀

黒髪バージョン（2022年04月14日～）
- 仕様：3Dモデル
- お披露目配信：㊗【活動二周年お祝い配信】【黒髪お披露目】ミニライブするよぉぉおお🎤🌠おぎの稔ちゃんやママも来てくれるの(´;ω;｀)💖

三代目モデル（2025年2月14日～）【新Live2D】
- モデリング：月宮いちね✨
- 仕様：2D（Live2D）モデル（リニューアル）
- お披露目配信：【#新衣装お披露目 】念願の新衣装だああああああ👗🌟【戸定梨香（とじょうりんか）】
- 髪型：サイドポニーからツインテールに変更、金髪⇔黒髪にアニメーション付きでチェンジ可能
- 衣装：オーバースカート（サイドフリル付き）が追加され、より華やかな印象に
- 装飾品：千葉県にまつわる装飾品を多数追加
- 表情：従来より多数追加され、より豊かな感情表現が可能に
- ハッシュタグ：#戸定梨香新衣装お披露目2025

## 楽曲一覧
| # | タイトル         | 発売日/発表日  | 作詞                     | 作曲                                                  | 備考                     |
| - | ---------------- | -------------- | ------------------------ | ----------------------------------------------------- | ------------------------ |
| 1 | 僕たちの英語物語 | 2023年4月1日   | ヴィーナス・シンコ       | ヴィーナス・シンコ                                    | 英語物語の主題歌         |
| 2 | 僕らは戸定建設員 | 2023年7月4日   | ヴィーナス・シンコ       | ヴィーナス・シンコ                                    |                          |
| 3 | Yume no Tojou    | 2023年7月4日   | RUCCA                    | ヴィーナス・シンコ                                    |                          |
| 4 | チバケンサンバ   | 2024年10月26日 | カミナリコゾウ、戸定梨香 | カミナリコゾウ（作曲）、直江香世子 // DJ No.2（編曲） | 「南のちば」で発表された |

## 動画の削除
2021年7月、千葉県警が戸定を起用した交通安全啓発の動画を作成・公開した。この動画はいくつかのメディアで取り上げられたが、千葉県警は「使用しているキャラクターが、適切じゃないのではとのご意見をいただいた」として2021年9月10日までに動画を削除した。この削除に先立って、8月26日に全国フェミニスト議員連盟が「おへそが見えている」「動くと胸が揺れる」「スカートの丈が短い」といった点が「女性蔑視にあたる」という旨の抗議を行っていたが、これについて千葉県警は、その影響を認めつつも「本来の目的と異なる意図でとらえられることへの懸念や、動画の掲載期間が今月17日で終了する予定だったことなどから県警内で検討した結果、削除することを決めました」とし同議連の抗議によって削除したわけではないとした。
その後、議連への批判が起きるなど、公的機関の広報のあり方や表現の自由をめぐる議論が沸き起こった。戸定をプロデュースするArt Stone Entertainment代表の板倉節子は、「見た目を理由に、本来の作品の意図を無視して活動を抑制させようとすることは、それ自体が逆に女性蔑視ではないか」と述べ、全国フェミニスト議員連盟の行動に疑問を呈した。大田区議会議員の荻野稔とネット論客の青識亜論は、Change.orgで全国フェミニスト連盟に対する抗議を目的とした署名を募集し、7万件以上の署名を得た。なお、千葉県警交通課は2021年10月時点で「戸定さんを起用することに関する協定は、今年7月に結んでいますが、それは現在も有効なものとして考えています」と回答し、削除済みの動画を再掲載することはないとしつつも「情勢を見ながら、効果的な交通安全につながるような形にしていきたい」としている。